# Коффил, Джессика
Джессика Коффил (англ. Jessica Cauffiel; род. 30 марта 1976, Детройт, Мичиган, США) — американская актриса, продюсер и певица.

## Биография
Джессика Коффил родилась в Детройте, штат Мичиган. Её отец — писатель, сценарист и продюсер, а мать — социальный работник.
Ещё во время учёбы в музыкальной школе Мичигана, которую она окончила со степенью бакалавра, Джессика работала певицей на круизном корабле и в джазовых клубах, а также выступала с несколькими музыкальными группами.

## Карьера
Впервые на большом экране Джессика появилась в фильме «Приезжие», где она исполнила роль дочери Стива Мартина и Голди Хоун. Джессика также снималась на ТВ, в частности, в сериале «Закон и порядок». В 2000 году Джессика сыграла в комедии «Дорожное приключение» и «Городские легенды 2» с Евой Мендес. После этих фильмов её заметили и предложили роль в фильме «День святого Валентина».
Джессика очень долго обучалась пению в стилях джаз, поп, блюз, а также театральному пению и классической западной музыке. Она владеет игрой на гитаре, пианино и перкуссии. В Индии она записала и выпустила альбом.
Джессика имеет сертификат инструктора по медитации и йоге. Она часто бывает в Индии и Перу, владеет несколькими языками, практикует народную медицину шаманов.

## Фильмография
| Год       |   | Русское название       | Оригинальное название                 | Роль            |
| --------- | - | ---------------------- | ------------------------------------- | --------------- |
| 1998      | с | Закон и порядок        | Law & Order                           | Келли           |
| 1999      | ф | Приезжие               | The Out-of-Towners                    | Сьюзен Кларк    |
| 1999      | с | Фрейзер                | Frasier                               | Кит             |
| 1999      | с |                        | Stark Raving Mad                      | Мэдди Келлер    |
| 2000      | ф | Дорожное приключение   | Road Trip                             | Тиффани         |
| 2000      | ф | Городские легенды 2    | Urban Legends: Final Cut              | Сандра Петруцци |
| 2001      | ф | День святого Валентина | Valentine                             | Лили Войт       |
| 2001      | ф | Блондинка в законе     | Legally Blonde                        | Марго           |
| 2002      | ф | Ну ты и придурок!      | You Stupid Man                        | Диана           |
| 2003      | ф | Блондинка в законе 2   | Legally Blonde 2: Red, White & Blonde | Марго           |
| 2002—2003 | с | Шоу Дрю Кэри           | The Drew Carey Show                   | Милан           |
| 2003      | ф | Застрял в тебе         | Stuck on You                          | Бар Хотти       |
| 2004      | ф | Шпионки                | D.E.B.S.                              | Ниночка Карпова |
| 2004      | ф | Белые цыпочки          | White Chicks                          | Тори            |
| 2005      | с |                        | Cuts                                  | Мисси Драбмэн   |
| 2005      | ф | Угадай, кто?           | Guess Who                             | Полли           |
| 2005      | ф | Самый быстрый «Индиан» | The World's Fastest Indian            | Уэнди           |
| 2006      | ф | Крик совы              | Hoot                                  | Кимберли        |
| 2006—2007 | с | Меня зовут Эрл         | My Name Is Earl                       | Татьяна         |
| 2009      | ф |                        | Bed Ridden                            | Кай             |
| 2009      | ф |                        | Ice Dreams                            | Эми Клейтон     |